# Biserica de lemn din Mănăstireni

Biserica de lemn din satul de sus, Mănăstireni, județul Cluj, publicată în 1942

Biserica de lemn din Mănăstireni este prezentată în lucrarea Biserici de lemn din Transilvania publicată de Atanasie Popa în Revista Institutului Social Banat-Crișana în 1942. 

## Trăsături
Datând din secolul XVIII, biserica era deschisă de Atanasie Popa ca fiind o construcție de dimensiuni mari, frumoasă și bine proporționată. Turnul bisericii avea o galerie cu arcade, la baza fleșei având patru turnulețe. Pe latura de sud, biserica avea prispă. Biserica avea interiorul decorat cu o pictură frumoasă.
Alături de această biserică, A. Popa prezintă și imaginea unei alte biserici de lemn tot din Mănăstireni. Conform autorului, această biserică a fost mutată în Aghireșu. Studiile ulterioare au stabilit că biserica de lemn din Aghireșu a fost adusă din localitatea învecinată, Văleni, iar cea de-a doua biserică amintită a fost mutată în localitatea Bălcești.